# Erich Walter Lotz
Erich Walter Lotz (* 11. Februar 1895 in Aschersleben; † 20. Dezember 1966 in Braunschweig) war ein deutscher Lehrer und SPD-Kommunalpolitiker. Von 1946 bis 1960 war er Oberstadtdirektor von Braunschweig.

## Leben
Lotz schloss zwei Staatsexamen ab und arbeitete anschließend von 1919 bis 1930 im öffentlichen Schuldienst. Er trat 1919 in die SPD ein und wurde Stadtverordneter und Stadtverordnetenvorsteher in Aschersleben. Er wurde Direktor des Landerziehungsheims in Nordhausen. Er wurde in der Zeit des Nationalsozialismus verhaftet und vorübergehend unter Polizeiaufsicht gestellt. Bis zum Ende des Zweiten Weltkriegs war er in der privaten Wirtschaft als Geschäftsführer im Gastronomiebereich in Braunlage und Danzig tätig. Im Jahre 1945 floh er nach Schleswig-Holstein, wo er im selben Jahr in Eutin zunächst Landrat und kurz darauf Oberkreisdirektor wurde.
Am 12. September 1946 übernahm Lotz das Amt des Oberstadtdirektors von Braunschweig, das er bis zum 29. Februar 1960 bekleidete. Dort arbeitete er entscheidend am Wiederaufbau der stark zerstörten Stadt mit. Daneben war er Präsidialmitglied des Deutschen Städtetages in Köln. Im Bund Deutscher Verkehrverbände in Frankfurt am Main war er Vizepräsident. Weiterhin war er Präsident des Bundesverbands für den Selbstschutz sowie Vizepräsident des Braunschweigischen Hochschulbundes und der Gesellschaft für Luftfahrt- und Raumforschung.
Er war der Schwiegervater des Braunschweiger Dirigenten Heinz Zeebe. Lotz starb mit 71 Jahren in Braunschweig, wo er ein Ehrengrab erhielt.

## Ehrungen
- Ehrensenator der Technischen Hochschule Braunschweig (1950)
- Ehrendoktorwürde der TH Braunschweig (3. Juli 1954)
- Großes Bundesverdienstkreuz (5. Februar 1960)[1]
- Niedersächsischer Verdienstorden, Großes Verdienstkreuz
- Ehrenbürger der Stadt Braunschweig, anlässlich seines 65. Geburtstages (11. Februar 1960)[2]
- Ehrenbürger der Johann Wolfgang Goethe-Universität Frankfurt am Main
- Großes Bundesverdienstkreuz mit Stern (30. September 1963)[1]

## Schriften
- Aschersleber Theaterverhältnisse. In: Die Heimat. Monatsbeilage für das Eine-Leine-Wipper- und Selketal und für d. Seeortschaften. Tageblatt  Aschersleben 1925, S. 41–43 (vgl. Webseite Theatergeschichte in deutschsprachigen Kulturräumen; abgerufen am 20. Januar 2024).
- Schlösschen Richmond. Zauberhafte Insel im Häusermeer der Stadt Braunschweig. Gersbach, Braunschweig 1957, DNB 453086691.